# Gnathoncus disjunctus
Gnathoncus disjunctus är en skalbaggsart som beskrevs av Solskiy 1876. Gnathoncus disjunctus ingår i släktet Gnathoncus och familjen stumpbaggar.

## Underarter
Arten delas in i följande underarter:
- G. d. suturifer
- G. d. disjunctus